# Ferrari 250 S
La Ferrari 250 S è un'autovettura sportiva prodotta dalla casa automobilistica italiana Ferrari nel 1952 in un unico esemplare, che partecipò a competizioni automobilistiche. Fu la prima della serie 250.

## Il contesto
Questo prototipo derivava dalla 212 Export di cui condivideva la carrozzeria, realizzata da Vignale e da Touring. Anche il motore V12 prendeva spunto da quello installato sull'antenata; la cilindrata fu portata da 2562,51 cm³ a 2953,21 cm³. Il progetto era di Gioachino Colombo, anche se il propulsore godette di alcuni ritrovati tecnici ideati da Aurelio Lampredi. Fu la prima Ferrari a montare un motore V12 da 3 litri di cilindrata.

## Le competizioni

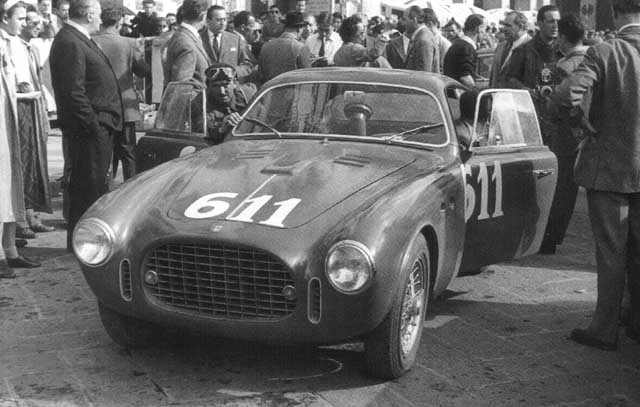
Ferrari 250 S alla Mille Miglia 1952

Questo modello fu introdotto nel 1952 alla Mille Miglia. Per questa corsa fu affidato ai piloti Giovanni Bracco e Alfonso Rolfo, e fu testato duramente dalle Mercedes-Benz 300SL guidate da Rudolf Caracciola, Hermann Lang e Karl Kling. Il piccolo motore da 230 CV della 250 S era infatti in difficoltà sui rettilinei, ma recuperava sulle colline e alle curve, e Bracco, con manovre indimenticabili al passo della Futa, alla fine vinse la competizione. La stessa vettura partecipò alla 24 Ore di Le Mans, dove Alberto Ascari conquistò il giro veloce, e alla Carrera Panamericana.
L'esperienza maturata nelle gare fornì il bagaglio di conoscenze tecniche per la nascita della vettura Ferrari successiva, la 250 MM, chiamata così in onore della vittoria della 250 S alla Mille Miglia del 1952.

## Caratteristiche tecniche
Il motore era un V12 a 60° anteriore e longitudinale. La cilindrata era di 2953,21 cm³, mentre l'alesaggio e la corsa misuravano rispettivamente di 73 mm e 58,8 mm. Il rapporto di compressione era di 9:1. La potenza massima erogata dal propulsore era di 230 CV a 7500 giri al minuto.
La distribuzione era assicurata da un monoalbero che comandava due valvole per cilindro. L'alimentazione era formata da tre carburatori di marca Weber e modello 36 DCF. L'accensione era singola con tre spinterogeni. Il sistema di lubrificazione era a carter umido.
Il telaio era tubolare in acciaio, mentre la carrozzeria era tipo berlinetta a 2 posti. Le sospensioni anteriori erano indipendenti, con quadrilateri trasversali e balestra trasversale inferiore, mentre quelle posteriori erano formate da un ponte rigido e da balestre semiellittiche longitudinali. Entrambe montavano ammortizzatori idraulici. I freni erano a a tamburo, mentre il cambio era a cinque rapporti più la retromarcia. Lo sterzo era a vite senza fine.
La velocità massima raggiunta dal modello era di 250 km/h.